# 苯基氧化胂
苯基氧化胂是一种有机砷化合物，化学式为(C6H5AsO)4，分子中不含As=O双键。尽管不同大小的As-O环是可能的，但该化合物以四聚体的形式结晶。

## 制备
它可由苯胂酸钠在含碘化钾的浓盐酸溶液中于60~70 °C和二氧化硫反应得到。